# Aldertjärnen (Hörnefors socken, Västerbotten, 707794-169831)
Aldertjärnen är en sjö i Umeå kommun i Västerbotten och ingår i Hörnåns huvudavrinningsområde.